# アラジンブルーフレームヒーター
アラジンブルーフレームヒーター（Aladdin Blue Flame Heater ）とは、イギリスのアラジンが開発した芯を用いた開放式石油ストーブである。

## 概要
1930年代初め、米国アラジンは燃焼効率の高い青炎式灯油ランプの特許を取得し、販売を開始していた。これをイギリスで製造しヨーロッパで販売するために英国アラジンが設立された。英国アラジン社長のジャック・インバーはこれを石油暖房器具に応用することを考えつき、インバー･リサーチを設立して本体外装が燃焼筒となる対流式石油ストーブの雛形とも言える構造を採ってストーブを製作し、I.R.ヒーターとして発売された。後にマイナーチェンジの後、現在のブルーフレームヒーターの商標に変更された。
高い信頼性と熱効率から、イギリス国内のみならず世界中に輸出・販売され、その後70年以上に渡って基本的な構成を変えずに生産されている。ただし販売国における国産化やローカライズ、法体系の変化に伴う変更が行なわれ、外観も相応に変化している。特に日本においては1970年代前後に対震安全性の強化のため矢継ぎ早のモデルチェンジが行なわれており、日本において宣伝されるような「70年間基本的な設計を変えることがなく生産されている」には若干の誇張がある。

## 日本における変遷
日本では1957年にヤナセが輸入代理店として国内販売を開始、当時日本ではまだ暖房は薪炭が主流で一部の上流家庭において口コミで拡がったのみに過ぎなかった。しかし1961年に暮しの手帖による国内流通の石油ストーブ性能評価で最優秀と評価されると一躍脚光を浴び、急速に普及した。
I.R.ヒーター
1957年初輸入。
1957年にヤナセによって輸入・販売が開始された。日本における最初の形式。当時国産の石油ストーブはようやく出現し始めたばかりであり、まだまだ工業的には後進だったこともあってこれ程の完成度を持つものはなかった。しかしながら地震国であることもあって普及黎明を迎えると転倒時の燃料防漏など、主に安全面での改良が日進月歩で進められていた。
シリーズ15
1960年発売。
I.R.ヒーターの内容はほぼそのままに商標が「アラジンブルーフレームヒーター」に変更された。
シリーズ16
1967年発売。
この頃日本の国産石油ストーブは転倒時の燃料防漏対策として二重タンクを採用し始めており、この転倒対策は地震国以外にも求められたため、アラジンもタンク及び燃焼筒の設計が変更されるなど構造の抜本的改良を求められることを承知で採用に踏み切った。使用する芯もアラジン15から、以降ブルーフレームヒーターの標準として現在の生産型にまで継承されているアラジン16LPに変更された。1970年、小規模なマイナーチェンジを実施。外枠とクリップの形状が変更された。
シリーズ25
1971年輸入・販売開始。
日本国内においてJIS改定に伴い石油ストーブの対震安全装置の装着が義務付けられたことから開発された。スプリングによって落し蓋が下がり消火する転倒自動消火装置を搭載したが、これは地震を感知して作動する、近年の日本の暖房機器に標準的に装備されている類のものではなかった。1972年JIS改定によって地震感知式の対震安全装置が義務付けられたため、わずか1年で生産終了となった。
シリーズ32
1972年輸入・販売開始。
1972年JIS改定によって地震感知によって作動する対震安全装置の装着が義務付けられたことから吊り下げスナッファーによって落し蓋が下がり自動消火する形態の対震安全装置を装備して開発された。ここまでのシリーズは全てアラジンが全て設計・製造を行なっていたが、しかし日本において年々対震安全が強化される中で地震の少ない英国ではろくに検証データを得ることができず、日本向けの対震安全装備をアラジンが開発することは限界に近づき、対震安全装置に関しては国内メーカーに一日の長がある状況になった。
シリーズ37 P.K.D.
1973年生産・販売開始。
アラジンは技術提携を結んでいた日本の石油暖房機器メーカーであるフジカ（現在、印刷業を行っている株式会社フジカとは別の法人）に対震自動消火装置の設計・製造を担当させ、加えて本体も部品単位での輸入として日本国内で最終組み立てを行なうこととされ、これに伴いアラジン、フジカ、それとこれまで輸入代理店を担当していたヤナセの協同出資により日本アラジンが設立された。対震安全装置のほかにも、日本の家屋事情を考慮していなかった従前のシリーズに対して下受け皿が追加される等、国産メーカーが積極的に採用していた装備が取り入れられ、輸入機より好評となった。日本の冶金技術が高度化し、1974年に燃焼部分に関わらない一部の部品が日本国内製となった。また下受け皿が円形から正方形に変更された。
シリーズJ38
1975年生産・販売開始。
同年のJIS改定で芯下げ式の対震自動消火装置の内蔵が義務付けられ、英国の設計に対震安全装置を“追加”する構造の従前シリーズでは日本のJIS規格に適合しなくなってしまった。また真鍮製の部品を半田で溶接した構造などもJIS規格で認められなくなった。一方同時期のイギリスでは労使闘争が激化し、これにインフレ激化が加わって経済的、技術的な停滞が見られるようになり、アラジンは日本のJIS改定に追従する体力を失っていた。このため英国アラジンは設計の基本部分と芯を提供し、ディック家庭機器株式会社がそれを元に日本向けに設計しなおして部品から製造する形態となり、形式の前に日本ローカルを示す「J」がつくようになった。対震安全装置は芯降下と従来の遮蔽式を併設している。なおディック家庭機器は日本アラジンが社名を変更したもので、経営には米国アラジン製の魔法瓶の輸入代理店を勤めていた大日本インキが参加し、出資率60%の筆頭株主となっていた。1976年に芯の繰り出し機構を設け、ユーザーの省力化と芯の交換サイクル延長が図られた。また1年間の無償修理補償がつくようになった。
シリーズJ39
1978年生産・販売開始。
J38をベースにさらに洗練したモデル。芯を除いて輸入部品が一掃され、すべてJIS規格で製造される完全国産品となった。芯も16LP芯がそのまま国産化された。対震安全装置は他の国産メーカーと同様の芯下げ式のみになった。J38までは細部の装備品からスタンダードとデラックスに分かれていたが、性能的には同等の上に日本においては安全上の配慮からも好ましくないことからグレードが廃止され、カラー（ホワイトとグリーン）のみのバリエーションとなった。この時点で日本の芯を用いた石油ストーブは一応の完成された形態を見たことと、1980年代後半以降日本における石油暖房機器の主流が石油ファンヒーターに移り、これまでのような矢継ぎ早のモデルチェンジは行われなくなった。これによりJ39は1993年までの15年間、現在も生産されているBF39も含めると既に20年以上のロングセラーモデルとなった。一方石油暖房機器の主流がファンヒーターに移ったためディック家庭機器の経営は芳しくなくなり、後に大日本インキが経営から撤退してアラジン家庭機器に社名変更するものの、最終的にはアラジンブランドの権利を日本エー・アイ・シーに譲り渡して倒産した。日本エー・アイ・シー移管後のブルーフレームヒーターは普及よりもその存続を一義としており、このため価格設定は国産のファンヒーターの2倍近い4万円台とされた。
アラジンファンブルー・シリーズJ351
1979年生産・販売開始。
日本では非常に珍しい、芯を使ったファンヒーター。ユニークな構造が話題になったものの、ブルーフレームヒーターほどの地位を確立するには至らなかった。また電子制御技術を採用しておらずファンの運転開始はユーザーの判断に拠ったが、早すぎると立ち消えを起こすという欠点があった。まもなく電子制御による高機能の国産ファンヒーターが登場したため少数の販売に留まった。シリーズ351自体は英国を含む複数の国で展開されたが、各国で生産されているブルーフレームヒーターの燃焼部分をそのまま組み込んでいたため、点火のために外装を開けると日本のJ351の場合はブルーフレームのユーザーには見慣れたJ39の燃焼部分がそのまま現れた。なお、日本エー・アイ・シーは後2008年になってアラジンブランドを冠した本格的なファンヒーターの製造・販売に乗り出している。
シリーズBF39
1995年生産・販売開始。
製造物責任法（PL法）の施行に伴い、国産メーカーでは常識となっていた格子状のチムニーガードが採用され、設計変更はほとんどされていないにもかかわらず外観の印象が大きく変わった。また日本エー・アイ・シーに移管されたことにより、形式号の前の「J」が「BF」に変更された。これは日本エー・アイ・シーの製品が海外への輸出や現地生産を前提にしており、それにブルーフレームヒーターも含まれたためである。2004年、日本エー・アイ・シー独自の製品としてブルーフレームヒーターブラックが追加された。これはブルーフレームヒーターの特徴である青い炎が前周から見えかつ視認しやすいよう、燃焼筒の下部を二重耐熱ガラス張りとしたものである。この時点でついに70年間唯一根本的に変更されなかった燃焼筒に初めて手が入れられた。ただしブラックのみの展開で、ホワイト及びグリーンは従来どおりの構造のまま生産・販売が続けられている。

## 商品の類似問題
ブルーフレームヒーターの輸入が開始された頃、日本でも家電メーカーや、日本船燈（ニッセン。通販で有名なニッセンホールディングスとは別法人）等灯油による灯具メーカー、そしてフジカやトヨトミといった新興の石油熱機器メーカーが、国産石油ストーブの製造・販売を開始した。
それまで石油熱機器の取り扱い経験のなかった家電メーカーは、国内外の灯具メーカーや石油熱機器メーカーの製品を参考にして開発。
ブルーフレームヒーターの燃焼部分もこれを参考にした為、家電メーカーの対流式ブルーフレームストーブの多くはシリーズ15に類似しており、芯もアラジン15がそのまま使用可能だった。ヤナセはアラジンの正規品であることを確認してから購入するよう呼びかけたが、やがて国産メーカー側は対震安全装備の充実を売り文句に類似商品の拡販を推し進めた。
しかし一方でトヨトミやフジカ、日本船燈といった国内の石油燃焼機器メーカーによってブルーフレームヒーターに比肩する独自の商品が展開されると、家電メーカーの類似商品は売れなくなってしまった。対震安全装備についても、これらを参考に開発するが、国内の石油燃焼機器メーカーはすぐさま法的措置に訴えたためそれらもやがて消滅した。
家電メーカーは後に例外なく石油燃焼機器から撤退した。